# Головко Анатолій Федорович
Анатолій Федорович Головко (нар. 17 серпня 1938, Тарнаруда, нині Хмельницького району, Хмельницької області) — український аграрій, Народний депутат України II скликання (1994—1998). Член фракції СПУ і СелПУ.

## Життєпис
Народився 17 серпня 1938 року у селі Тарнаруда на Хмельниччині в селянській родині; українець; дружина Людмила Василівна (нар. 1950) — медсестра.

## Освіта
Українська сільськогосподарська академія (1965), бухгалтер-економіст.
Народний депутат України II скликання. з 04.1994 (2-й тур) до 04.1998, Волочиський виборчий округ № 410, Хмельницька. область., висун. тр. кол. Член Комітету з питань АПК, земельних ресурсів і соціального розвитку села. Член фракції СПУ і СелПУ.
- 1956 — працівник Тарнарудської ГЕС.
- 1957-60 — служба в армії.
- 1960-65 — рахівник, 1965—1968 — головний економіст колгоспу імені Жданова, село Тарнаруда.
- З 1968 — голова колгоспу імені Щорса, село Ріпна Волочиського району.
- З 1976 — голова, колгосп «Дружба», село Кривачинці Волочиського району.
- З 1986 — гол. економіст, колгосп імені Петровського Красилівського району Хмельницька область.
- Згодом заступник голови Красилівського агропромислового об'єднання — начальник відділу економічного і соціального розвитку.
- З 1993 — перший заступник начальника управління сільського господарства Красилівської райдержадміністрації.

Нагороджений орденами Леніна, Трудового Червоного Прапора, «Знак Пошани».

## Джерело
- Довідка [Архівовано 26 серпня 2016 у Wayback Machine.]